# Климчик, Арношт
Арношт Климчик (чеш. Arnošt Klimčík; 24 июля 1945, Карвина, Третья Чехословацкая Республика — 21 марта 2015) — чехословацкий гандболист, серебряный призёр летних Олимпийских игр в Мюнхене (1972).
Выступал за клуб «Баник» (Карвина).
Входил в состав сборной Чехословакии, завоевавшей серебряную медаль на летних Олимпийских играх в Мюнхене (1972). На Играх провел один матч. Победитель чемпионата мира по гандболу в шведском Вестеросе (1967).